# Эль-Бауль

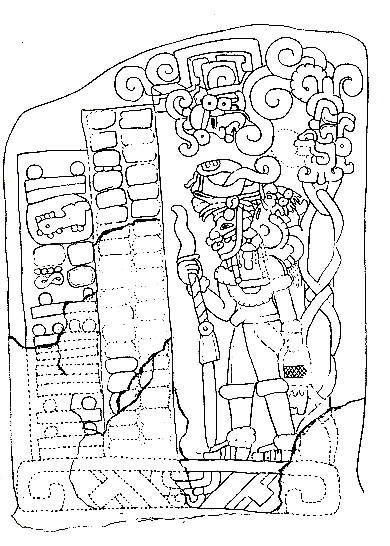
Стела 1 с "длинным" месоамериканским календарём. На стеле обозначена дата: 6 марта 37 г. н.э.

Эль-Бауль, El Baúl — археологический памятник культуры майя на территории современной Гватемалы. Вместе с руинами Бильбао и Эль-Кастильо, образует археологический комплекс Коцумальуапа. К северу от Эль-Бауля находится вулкан Фуэго.
Главная улица имеет длину 2,5 км и ширину от 11 до 14 метров, и служила основной дорогой для сообщения между Эль-Баулем и акрополем Бильбао. Рядом с улицей когда-то существовал мост через реку Сантьяго (останки моста до сих пор видны в реке). Обнаружено большое количество скульптур.